# Gerhard Melcher (Landrat)
Gerhard Melcher (* 22. Juli 1906 in Oranienburg; † unbekannt, nach 1945) war ein deutscher Landrat.

## Leben und Wirken
Nach der 1. Juristischen Prüfung im Jahre 1929 wurde Gerhard Melcher Gerichtsassessor in Eisleben und wechselte in die Verwaltung. Er legte am 17. Februar 1933 die große Staatsprüfung ab. Zum 1. April 1933 trat er in die NSDAP ein (Mitgliedsnummer 1.819.256). 1934 beim Landratsamt Eisleben als Assessor tätig, kam er im April 1935 in die Bezirksregierung Allenstein und bereits nach einem Monat zum Kreis Siegen. Hier blieb er bis Februar 1936 Vertreter des Landrats. Im Juli 1936 wurde er an die Bezirksregierung Erfurt, nach einem weiteren Monat an die Bezirksregierung Merseburg versetzt. Im folgenden Jahr wurde Melcher Regierungsrat und nach Podersam abgeordnet. Hier wurde er zum 1. April 1939 Landrat. In der Zeit vom 1. März 1941 bis 1945 war er – unterbrochen durch Dienst in der Wehrmacht – Landrat in Neudek.